# Мария-Луиза Австрийская
Мари́я-Луи́за Австри́йская (нем. Marie-Louise von Österreich; 12 декабря 1791, Вена — 17 декабря 1847, Парма) — дочь императора Священной Римской империи Франца II, ставшего в 1806 году императором Австрии Францем I, внучатая племянница Марии-Антуанетты. Вторая супруга Наполеона I, императрица Франции в 1810—1814 годах. После отречения Наполеона — герцогиня Пармы, Пьяченцы и Гвасталлы.

## Биография
Старшая дочь императора Франца II и его второй жены Марии Терезы Бурбон-Неаполитанской.

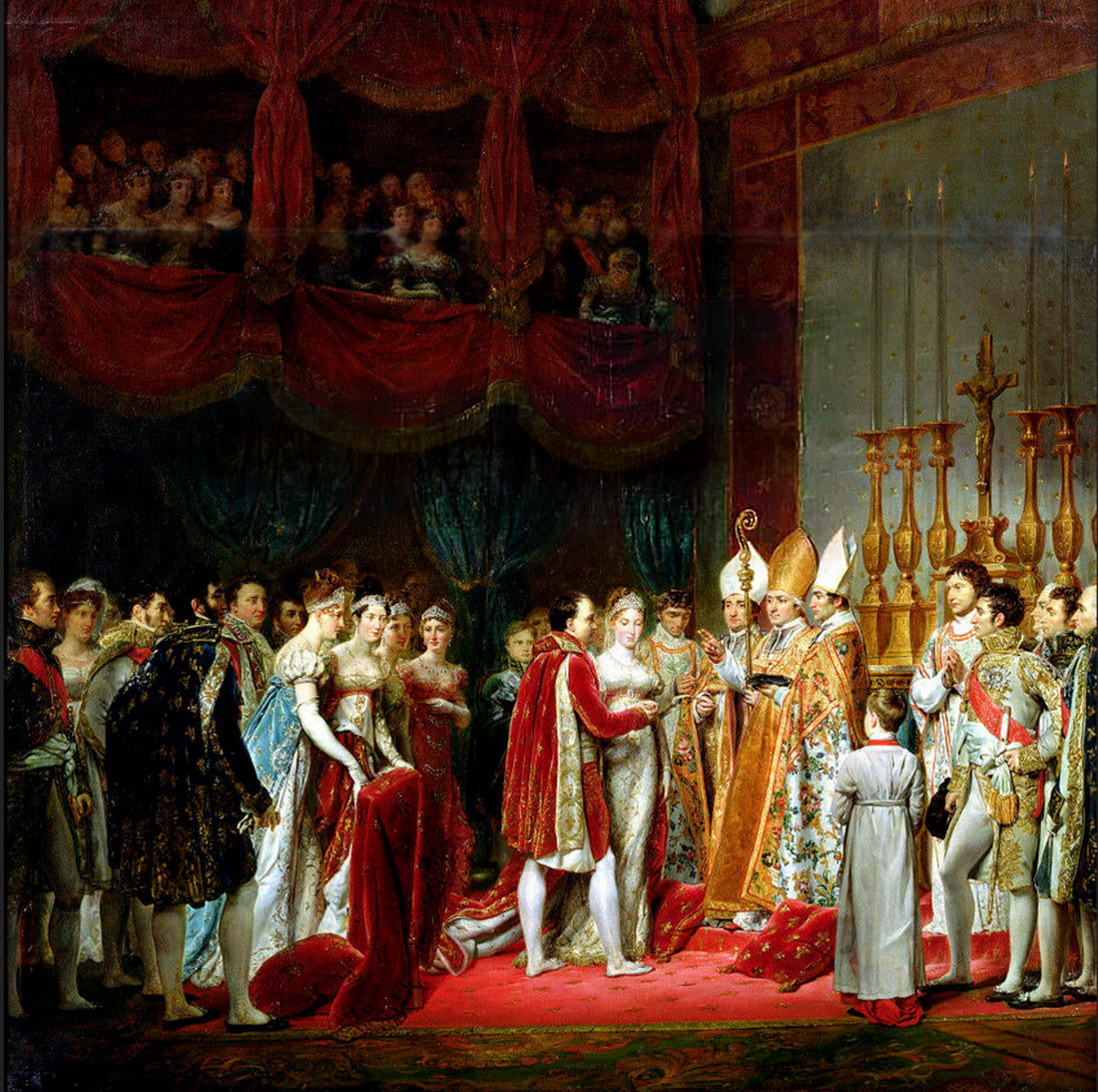
Бракосочетание Наполеона и Марии-Луизы. Художник Жорж Руже

После войны 1809 года Наполеон, разведясь с Жозефиной Богарне, выбрал Марию-Луизу в супруги, и 1 апреля 1810 года они были обвенчаны кардиналом Фешем в Париже. По словам современника, Париж по поводу прибытия Марии-Луизы не выразил «ни восторга, ни радости». Празднества, сопровождавшие бракосочетание, закончились ужасным пожаром на балу у австрийского посланника Шварценберга.
В 1811 году у Марии-Луизы родился сын Наполеон, которому император дал титул римского короля.
В 1812 году Мария-Луиза сопровождала Наполеона в Дрезден на съезд монархов. Пока император воевал в России, она оставалась регентшей в Париже; сохраняла регентство и в 1813—1814 годах. Перед взятием Парижа императрица 29 марта 1814 года покинула с сыном Тюильри и переселилась в Блуа. После отречения Наполеона они проживали в Шёнбрунне. По сведениям историка Андре Кастело в книге «Сын Наполеона», после расставания с императором она все меньше внимания уделяла воспитанию сына, видя в нём его отца. Позднее она и вовсе отстранилась от общения с ним, отделываясь редкими письмами из Пармы в Вену.
Её обер-гофмаршалом был назначен австрийский генерал граф Адам Альберт фон Нейпперг, ставший её фаворитом ещё до кончины Наполеона. В 1817 году она родила от него дочь Альбертину, а в 1819 — сына  Вильгельма Альбрехта (также данные приведены Андре Кастело). Рождение внебрачных детей долгое время скрывалось даже от австрийского императора, отца Марии-Луизы. Наполеон умер в 1821 году, и только тогда Мария-Луиза смогла вступить в морганатический брак с Нейппергом 8 августа 1821 года.

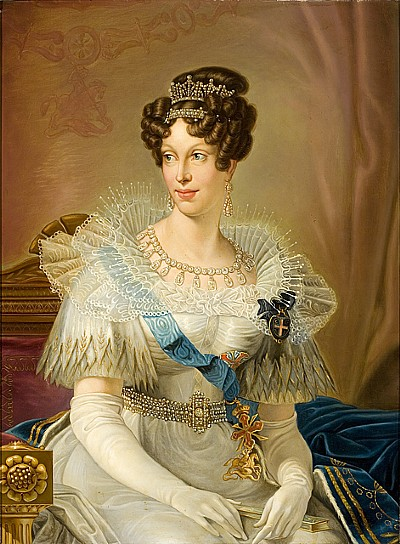
Портрет Марии-Луизы

В 1816 году Мария-Луиза приняла управление Пармой, Пьяченцой и Гвасталлой, отданными ей с титулом императорского величества по договору в Фонтенбло. Переехав в Парму, она обзавелась там личным двором и бесчисленными фаворитами. После смерти графа Нейпперга (22 февраля 1829 года) Мария-Луиза вступила в ещё один морганатический брак с графом Карлом-Рене де Бомбелем (17 февраля 1834 года). В период её правления в Парме построили мосты, больницы и школы. В 1821 году началось строительство нового оперного театра. Мария-Луиза осталась самой любимой правительницей маленького герцогства.
Бывшая императрица Франции умерла 17 декабря 1847 года, на 26 лет пережив своего первого супруга.

## Образ в кино
- «Мадам Сан-Жен[фр.]» (немой, Франция, 1911) — актриса Эме Рейналь
- «Сердца первой империи[англ.]» (немой, США, 1913) — актриса Эдит Сторей
- «Наполеон, эпопея Наполеона[итал.]» (немой, Италия, 1914) — актриса Матильда Гранильо
- Герцог Рейхштадтский / Der Herzog von Reichstadt (Австрия, 1921) — актриса Кэти Шиндлер
- «Агония орлов[фр.]» (немой, Франция, 1922) — актриса — Мадам Северин-Марс
- «Мадам Сан-Жен[англ.]» (немой, США, 1925) — актриса Сюзанна Бланкетти
- «Королевский развод[англ.]» (немой, Великобритания, 1926) — актриса Мэри Дибли[англ.]
- «Орлёнок[фр.]» (Франция, 1931) — актриса Дженни Хелия[фр.]
- «Герцог Рейхштадтский[фр.]» (Германия, Франция, 1931) — актриса Лин Дейерс[нем.]
- Так закончилась любовь[нем.] (Германия, 1934) — актриса Паула Вессели
- «Сто дней[англ.]» (Германия, Италия, 1935) — актриса Роуз Стрэднер[нем.]
- «Майское поле» (Италия, 1936) — актриса Роуз Стрэднер[нем.]
- «Вернемся на Елисейские поля[фр.]» (Франция, 1938) — актриса Мадлен Фужан
- «Мадам Сан-Жен[фр.]» (Франция, 1941) — актриса Женевьева Огер
- «Дезире: любовь императора Франции[англ.]» (США, 1954) — актриса Виолет Ренсинг
- «Любовь трёх королев[англ.]» (Италия, 1954) — актриса Милли Витале
- «Наполеон: путь к вершине» (Франция, Италия, 1955) — актриса Мария Шелл
- «Наполеон II Орлёнок[фр.]» (Франция, 1961) — актриса Марианна Кох